# USS LST-480
O USS LST-480 foi um navio de guerra norte-americano da classe LST que operou durante a Segunda Guerra Mundial.
Afundou no dia 21 de maio de 1944 em West Loch, Pearl Harbor quando o armamento que estava sendo carregado no LST 353 detonou.